# I vagabondi (film 1950)
(tagline dopo i titoli di testa)
I vagabondi è un film di montaggio italiano (sebbene riporti il titolo originale americano) del 1950 con Stan Laurel e Oliver Hardy (meglio noti come Stanlio e Ollio).

## Genesi del film
Il film originalmente era intitolato I fratellini, distribuito nel 1950 circa ed includente le comiche I monelli (da cui è tratto il titolo) del 1930, I ladroni e L'eredità sempre del '30 e Risate a crepapelle del 1931; col doppiaggio di Fiorenzo Fiorentini e Carlo Croccolo. Dato che questa versione è andata perduta, ne fu ridistribuita una seguente nel 1964 con il titolo che conosciamo, derivato dalla comica L'erede. Questa pellicola contiene solo i corti I due ladroni, L'eredità e Non c'è niente da ridere legati tra loro.

## Trama
Stanlio e Ollio vagabondano di notte e incontrano un poliziotto che propone loro un affare. Il poliziotto consiglia loro di andare a rubare in casa del suo superiore, affinché vengano scoperti e arrestati. Il poliziotto amico si sarebbe incaricato di sbatterli in cella per poi farli evadere e così avrebbe fatto pace col suo capo e ottenuto in più un aumento. Stanlio e Ollio accettano e si recano in casa ma quel che faranno è fracassare alcuni oggetti e innescare la levetta di una pianola che suona automaticamente, facendo svegliare il padrone e il suo cameriere. Il poliziotto giunge sul posto in ritardo, dato che Stanlio e Ollio se la sono dati a gambe, e viene scambiato dal suo superiore per il ladro.
Durante la fuga Ollio si strappa i calzoni per scavalcare un muro, mentre Stanlio finisce incastrato col fondoschiena in un cesto della spazzatura. Ritrovatisi sempre a vagabondare, i due amici si siedono a pescare su un porto e Stanlio agguanta al volo un giornale che legge assieme a Ollio. La notizia principale riporta la morte di un lontano parente di Laurel e quella stessa sera si sarebbe letto il testamento. Immediatamente i due si precipitano in casa dove, oltre a una moltitudine di parenti affranti, c'è pure la polizia. Infatti secondo il capo il fu Bellisario Laurel è morto di morte violenta e uno dei parenti è sospettato. Stanlio e Ollio subito si rendono conto di essere capitati in un luogo lugubre e ostile, soprattutto quando vengono spediti a dormire nella camera dov'è stato assassinato lo zio. Tra urla e rapimenti di persone, i due scopriranno che i padroni di casa non sono altro che sadici assassini organizzatori di una messa in scena per dare inizio ad un bagno di sangue. Per fortuna nel momento peggiore della storia Stanlio e Ollio si svegliano: avevano sognato tutto, rimanendo comunque poveracci. Avvicinandosi Natale, i due alloggiano in un alberghetto assieme ad un cagnolino di nome Vercingetorige, di cui cercano di nascondere la presenza al severo padrone. Tuttavia Stanlio e Ollio finiranno per distruggere il letto, il camino e allagare l'intera stanza facendo montare su tutte le furie il proprietario che, venendo a sapere di un'epidemia di orecchioni, sarà costretto a convivere coi due per altri due mesi. Sceglierà il suicidio alla loro dabbenaggine.